# Markéta Palaiologa
Markéta Palaiologa (11. srpna 1510, Casale Monferrato – 28. prosince 1566, Mantova) byla markraběnka z Montferratu a vévodkyně z Mantovy. V letech 1540–1556 vládla společně se svým švagrem jako regentka za své dva syny.

## Život
Markéta se narodila v Casale Monferrato jako dcera Viléma IX. z Montferratu a jeho manželky Anny, dcery Reného z Alençonu. V roce 1517 byla Markétina sestra Marie zasnoubena s Federicem Gonzagou, synem mantovského vládce Františka II. Gonzagy. Federik se později stal vévodou z Mantovy. Manželská smlouva však byla anulována poté, co Federico Marii obvinil z pokusu o otravu jeho milenky, Isabelly Boschetti, manželky hraběte z Calvisana. Smrt jejich otce opět ve Federikovi vzbudila zájem o svatbu s Marií. Marie však v září 1530 nečekaně zemřela, a tak Federico obrátil svou pozornost k Markétě. Její matka Anna se nakonec rozhodla pro spojení s rodem Gonzaga a v říjnu 1531 se konala svatba. O devět let později Federic zemřel na pravé neštovice.
Nástupcem se stal František a Markéta byla jmenována regentkou. Po jeho předčasné smrti roku 1550 se společně se švagrem Ercolem Gonzagou stala regentkou i po dobu nezletilosti druhého syna Viléma. Zemřela 28. prosince 1566 v Mantově a byla pochována v místním kostele sv. Pavly.

## Potomci
- František III. Gonzaga (10. 3. 1533 Mantova – 22. 2. 1550 tamtéž), vévoda z Mantovy a markýz z Montferratu od roku 1540 až do své smrti[1]
⚭ 1549 Kateřina Habsburská (15. 1. 1533 Innsbruck – 28. 2. 1572 Linec)[2]
- Isabela Gonzaga (18. 4. 1537 Mantova – 16. 8. 1579 Vasto)[3]
⚭ 1552 Francesco Ferdinando d’Ávalos d'Aquino (1530 Ischia – 1571 Palermo), 7. markýz z Pescary a 3. markýz z Vasta[4]
- Vilém I. Gonzaga (24. 4. 1538 Mantova – 14. 8. 1587 Goito), vévoda z Mantovy a Montferratu od roku 1550 až do své smrti[5]
⚭ 1561 Eleonora Habsburská (2. 11. 1534 Vídeň – 5. 8. 1594 Mantova), rodem rakouská arcivévodkyně[6]
- Ludvík Gonzaga (18. 9. 1539 Mantova – 23. 10. 1595 Nesle)[7]
⚭ 1565 Henrietta Klévská (31. 10. 1542 La Chapelle-d'Angillon – 24. 6. 1601 Paříž), 4. vévodkyně z Nevers a hraběnka z Rethelu[8]
- Federico Gonzaga (1540 Mantova – 21. 2. 1565 tamtéž), biskup a kardinál[9]